# 1961-es cannes-i filmfesztivál
A 14. Cannes-i Nemzetközi Filmfesztivál 1961. május 3. és 18. között került megrendezésre, Jean Giono francia író elnökletével. A versenyben 31 nagyjátékfilm és 27 rövidfilm vett részt, továbbá egy filmet vetítettek versenyen kívül (Exodus).
Az előző évekhez képest enyhén módosult a fesztivál irányvonala, ami miatt kissé háttérbe szorultak az új hullám filmjei. A legnagyobb sikert Luis Buñuel könyvelhette el, immár nem Mexikót, hanem Spanyolországot képviselve: filmje – a rendkívül kényes témát feszegető Viridiana – Arany Pálmát kapott, megosztva Henri Colpi francia-olasz koprodukcióban készített Ilyen hosszú távollétével. A „nagy öreg” alkotása azonban filmes bombának bizonyult: a Franciaországban legyártott és utolsó pillanatban készre vágott film elkerülte a francoista rezsim cenzúráját, aminek az lett a következménye, hogy a Vatikán istenkáromlónak nyilvánította a filmet, a spanyol tájékoztatási miniszter lemondott, Franco menesztette a Buñuel alkotását spanyol színekben versenyeztető és a fődíjat átvevő filmfőigazgatót, a filmet pedig betiltották, és 1976-ig odahaza nem vetítették.
A megszokott sztárok (Sophia Loren, Gina Lollobrigida) versenyébe újabb olasz színésznő kapcsolódott be: Claudia Cardinale (La Viaccia); a Croisette-en ő volt a legtöbbet fotózott sztár. A fesztivál meglepetéssztárja volt John Wayne, aki – mivel filmjét nem vetítették – váratlanul érkezett Cannes-ba turistaként. Látható volt továbbá Yves Montand,  Anthony Perkins és  Ingrid Bergman (Szereti ön Brahmsot?), Alain Delon (Boldog élet), Ingrid Thulin (Domaren), valamint Jean-Paul Belmondo (Egy asszony meg a lánya, illetve La Viaccia).
A magyar filmgyártást Fábri Zoltán képviselte Dúvad című alkotásával, főszerepében Bessenyei Ferenccel, Medgyesi Máriával és Bitskey Tiborral. A fesztivál történetében első alkalommal részesült magyar film nem technikai jellegű elismerésben: Macskássy Gyula Párbaj című rajzfilmje, melyet Várnai Györggyel együtt készített, a zsűri különdíját kapta. Meg kell még említeni a magyar származású Pogány Gábor operatőr nevét is, aki az Egy asszony meg a lánya című olasz filmben fényképezte Lorent és Belmondót.
Ami a díjakat illeti:
- Ez évben nyújtott át első alkalommal elismerést Cannes-ban a Filmkritikusok Nemzetközi Szövetsége FIPRESCI-díjat a vállalkozó szellemű, kezdeményező filmkészítők részére.
- A zsűri – amelynek tagja volt a magyar származású, Franciaországban élő és alkotó Marcel Vertès (Vértes Marcell) grafikus, illusztrátor, festőművész is – először ítélte oda egy film tartalma és annak feldolgozása során felmutatott emberi értékek elismeréseképpen a Gary Cooper-díjat.
- Ugyancsak ez évben osztott ki először a Technikai Főbizottság (Commission Supérieure Technique – CST) technikai díj helyett csupán dicséretet a filmek képi megjelenítéséért és hangosításért felelős alkotói részére.

## Zsűri
Elnök: Jean Giono, író –  Franciaország

### Versenyprogram
- Claude Mauriac újságíró –  Franciaország
- Édouard Molinaro filmrendező –  Franciaország
- Fred Zinnemann filmrendező –  Amerikai Egyesült Államok
- Jean Paulhan író –  Franciaország
- Liselotte Pulver színésznő –  NSZK
- Luigi Chiarini újságíró –  Olaszország
- Pedro Armendariz színész –  Mexikó
- Raoul Ploquin filmproducer –  Franciaország
- Szergej Ioszifovics Jutkevics filmrendező –  Szovjetunió
- Vértes Marcell festőművész –  Franciaország

### Rövidfilmek
- Ion Popescu-Gopo, filmrendező –  Románia
- Jean Vidal, újságíró –  Franciaország
- Jean Vivie, a szakszervezet hivatalos képviselője –  Franciaország
- Jurgen Schildt, újságíró –  Svédország
- Pierre Prévert, filmrendező –  Franciaország

## Nagyjátékfilmek versenye
- A primeira Missa – rendező: Lima Barreto
- A Raisin in the Sun (A napfény nem eladó)[4] – rendező: Daniel Petrie
- Che gioia vivere (Boldog élet) – rendező: René Clément
- Dan cetrnaesti – rendező: Zdravko Velimirovic
- Darclée (Darclée) – rendező: Mihai Iacob
- Der Letzte Zeuge (Az utolsó tanú) – rendező: Wolfgang Staudte
- Domaren – rendező: Alf Sjöberg
- Dúvad – rendező: Fábri Zoltán
- El centroforward murió al amanecer – rendező: René Múgica
- Giovedi: passeggiata – rendező: Vincenzo Gamna
- Goodby Again (Szereti ön Brahmsot?) – rendező: Anatole Litvak
- Het mes – rendező: Fons Rademakers
- Hudozsnikt Zlatju Bojadzsiev – rendező: Ivan Popov
- I Like Mike – rendező: Peter Frye
- Il relittio – rendező: Mihálisz Kakojánisz
- Kazari – rendező: Vaszilij Pronin
- La ciociara (Egy asszony meg a lánya) – rendező: Vittorio De Sica
- La mano en la trampa – rendező: Leopoldo Torre Nilsson
- La Ragazza con la valigia (Lány börönddel) – rendező: Valerio Zurlini
- La Viaccia (La Viaccia) – rendező: Mauro Bolognini
- Le ciel et la boue – rendező: Pierre-Dominique Gaisseau
- Line – rendező: Nils Reinhardt Christensen
- Madalena – rendező: Dinos Dimopoulos
- Matka Joanna od aniolów – rendező: Jerzy Kawalerowicz
- Otohto – rendező: Icsikava Kon
- Piesen o sivém holubovi – rendező: Stanislav Barabas
- Plein sud – rendező: Gaston de Gerlache
- Poveszty plamennih let – rendező: Julija Szolnceva
- The Hoodlum Priest – rendező: Irvin Kershner
- Une aussi longue absence (Ilyen hosszú távollét) – rendező: Henri Colpi
- Viridiana (Viridiana) – rendező: Luis Buñuel

## Nagyjátékfilmek versenyen kívül
- Exodus (Exodus)[4] – rendező: Otto Preminger

## Rövidfilmek versenye
- Aicha – rendező: Francis Waein, Noureddine Mechri
- Argentina paraiso de la pesca – rendező: Antonio Berciai
- Blgarski anszambl za narodni i tanci – rendező: Lada Bojadzsieva
- Children of the Sun – rendező: John Hubley, Faith Elliot
- Creation of Woman – rendező: Charles F. Schwep
- Cyrus le Grand – rendező: Feri Farzaneh
- Fantazie pro levou ruku a lidske svedomi – rendező: Pavel Hobl
- Folkwangschulen – rendező: Herbert Vesely
- Foroyar – rendező: Jørgen Roos
- Fuego en Castilla – rendező: José Val del Omar
- Gorod bolsoj szudbi – rendező: Ilja Kopalin
- House of Hashimoto – rendező: Connie Rasinski
- Kangra et Kulu – rendező: N.S. Thapa
- La petite cuillère – rendező: Carlos Vilardebó
- Le Festival de Baalbeck 1960 – rendező: David McDonald
- Medor, le chien qui rapporte bien – rendező: Leonid Gaidai
- Na vez – rendező: Branko Kalacic
- Nebbia – rendező: Raffaele Andreassi
- Párbaj – rendező: Macskássy Gyula
- Paul Valéry – rendező: Roger Leenhardt
- Robert Frost – rendező: Sidney J. Stiber
- Souvenirs from Sweden – rendező: Henning Carlsen
- Taketori monogatari – rendező: Kazuhiko Watanabe
- Tête blanche – rendező: Guy L. Coté
- The Art of Lee Hsianf-Fen – rendező: Henry T.C. Wang
- The Black Cat – rendező: Robert Braverman
- W kregu ciszy – rendező: Jerzy Ziarnik

## Díjak

### Nagyjátékfilmek
- Arany Pálma (megosztva):
  - Une aussi longue absence (Ilyen hosszú távollét)[4] – rendező: Henri Colpi
  - Viridiana (Viridiana) – rendező: Luis Buñuel
- A zsűri különdíja: Matka Joanna od aniolów (Mater Johanna) – rendező: Jerzy Kawalerowicz
- Legjobb rendezés díja: Poveszty plamennih let – rendező: Julija Szolnceva
- Legjobb női alakítás díja: Sophia Loren – La ciociara (Egy asszony meg a lánya)
- Legjobb férfi alakítás díja: Anthony Perkins – Goodbye Again (Szereti ön Brahmsot?)
- Gary Cooper-díj: A Raisin in the Sun (A napfény nem eladó) – rendező: Daniel Petrie
- FIPRESCI-díj: La mano en la trampa – rendező: Leopoldo Torre Nilsson
- A Kép- és Hangtechnikai Főbizottság (CST) külön dicsérete:[5]
  - Otohto – rendező: Icsikava Kon
  - Poveszty plamennih let – rendező: Julija Szolnceva
- OCIC-díj: The Hoodlum Priest – rendező: Irvin Kershner

### Rövidfilmek
- Arany Pálma (rövidfilm): La petite cuillère – rendező: Carlos Vilardebó
- Különdíj (rövidfilm): Párbaj – rendező: Macskássy Gyula
- A Kép- és Hangtechnikai Főbizottság (CST) külön dicsérete:[5]
  - Fuego en Castilla – rendező: José Val del Omar
  - Folkwangschulen – rendező: Herbert Vesely

## Lásd még
- 1961 a filmművészetben